# Myotis attenboroughi
Myotis attenboroughi — вид рукокрилих ссавців з родини лиликових.

## Таксономічна примітка
Таксон нещодавно описаний.

## Морфологічна характеристика
Це невеликий кажан з довжиною голови і тіла від 70 до 78 мм, довжиною передпліччя від 31.4 до 33.3 мм, довжиною хвоста від 32 до 35 мм, довжиною лапи від 6 до 8 мм, довжина вух від 12 до 16 мм і вага до 4.5 г. Хутро шовковисте. Загальний колір тіла чорнуватий, кінчики спинних волосків коричнево-сірі, а черевні мають блідо-жовто-коричневий кінчик.Перетинки темно-сірувато-коричневі і прикріплені ззаду до основи пальців. Спинна поверхня колін і гомілки позбавлені волосяного покриву. Хвіст довгий і повністю включений у великий уропатагіум.

## Поширення
Країни проживання: Тринідад і Тобаго.